# Qualificazioni alla Coppa d'Asia 2024 (calcio a 5)
Le qualificazioni alla Coppa d'Asia 2024 si sono disputate dal 7 all'11 ottobre 2023 e mettevano in palio 15 dei 16 posti nel torneo finale.

## Regolamento
Delle 47 federazioni dell'AFC, 31 hanno partecipato alla competizione. Di queste le qualificate alla fase finale sono state 16, di cui 15 dalle qualificazioni e una in quanto nazione ospitante, da determinare in seguito.
Tutti i gruppi verranno giocati in sede centralizzate.
Si sono qualificate alla fase finale le prime di ogni girone e le 7 migliori seconde. Nel confronto tra le seconde classificate non vengono conteggiati i risultati conseguiti contro le quarte classificate.

### Sorteggio
|                      | Fascia 1                                                               | Fascia 2                                                                              | Fascia 3                                                                                       | Fascia 4                                                                        |
| -------------------- | ---------------------------------------------------------------------- | ------------------------------------------------------------------------------------- | ---------------------------------------------------------------------------------------------- | ------------------------------------------------------------------------------- |
| Urna delle ospitanti | 3. Uzbekistan (H) 4. Thailandia (H) 5. Indonesia (H) 6. Tagikistan (H) | 11. Bahrein (H) 13. Taipei cinese (H)                                                 | 17. Kirghizistan (H)                                                                           | 28. Mongolia (H)                                                                |
| Altre squadre        | 1. Giappone 2. Iran 7. Kuwait 8. Vietnam                               | 9. Arabia Saudita 10. Iraq 12. Turkmenistan 14. Libano 15. Corea del Sud 16. Birmania | 18. Afghanistan 19. Malaysia 20. Australia 21. Palestina 22. Hong Kong 23. Timor Est 24. Nepal | 25. Cambogia 26. Maldive 27. Brunei 29. Cina (NR) 30. Macao (NR) 31. India (NR) |

| - Bangladesh - Bhutan - Guam - Giordania - Laos - Isole Marianne Settentrionali - Oman - Pakistan - Corea del Nord - Filippine - Qatar - Singapore - Sri Lanka (X) - Siria - Emirati Arabi Uniti - Yemen |

Note
- Le squadre in grassetto si sono qualificate al torneo finale.
- (H): Ospitanti dei gruppi
- (Q): Nazione ospitante del torneo finale, qualificata automaticamente
- (W): Ha abbandonato dopo il sorteggio
- (X): Sospesa

## Gruppi
(H) indica le nazionali ospitanti.

### Gruppo A
| Squadra      | Pti | G | V | N | P | GF | GS | DR |
| ------------ | --- | - | - | - | - | -- | -- | -- |
| Cina         | 6   | 2 | 2 | 0 | 0 | 11 | 2  | +9 |
| Hong Kong    | 0   | 2 | 0 | 0 | 2 | 2  | 11 | -9 |
| Turkmenistan | 0   | 0 | 0 | 0 | 0 | 0  | 0  | 0  |

| Squadra 1    | Risultato   | Squadra 2    |
| 1ª giornata  | 1ª giornata | 1ª giornata  |
| ------------ | ----------- | ------------ |
| Turkmenistan | -           | Hong Kong    |
| 2ª giornata  |             |              |
| Cina         | -           | Turkmenistan |
| Hong Kong    | 0 - 6       | Cina         |
| 3ª giornata  |             |              |
| Cina         | 5 - 2       | Hong Kong    |

### Gruppo B
| Squadra            | Pti | G | V | N | P | GF | GS | DR  |
| ------------------ | --- | - | - | - | - | -- | -- | --- |
| Afghanistan        | 7   | 3 | 2 | 1 | 0 | 28 | 11 | +17 |
| Arabia Saudita (H) | 6   | 3 | 2 | 0 | 1 | 14 | 5  | +9  |
| Indonesia          | 4   | 3 | 1 | 1 | 1 | 21 | 10 | +11 |
| Macao              | 0   | 3 | 0 | 0 | 3 | 2  | 39 | -37 |

| Squadra 1      | Risultato   | Squadra 2      |
| 1ª giornata    | 1ª giornata | 1ª giornata    |
| -------------- | ----------- | -------------- |
| Indonesia      | 12 - 0      | Macao          |
| Arabia Saudita | 2 - 3       | Afghanistan    |
| 2ª giornata    |             |                |
| Macao          | 0 - 9       | Arabia Saudita |
| Afghanistan    | 7 - 7       | Indonesia      |
| 3ª giornata    |             |                |
| Indonesia      | 2 - 3       | Arabia Saudita |
| Afghanistan    | 18 - 2      | Macao          |

### Gruppo C
| Squadra          | Pti | G | V | N | P | GF | GS | DR  |
| ---------------- | --- | - | - | - | - | -- | -- | --- |
| Iran             | 9   | 3 | 3 | 0 | 0 | 34 | 4  | +30 |
| Kirghizistan (H) | 6   | 3 | 2 | 0 | 1 | 15 | 17 | -2  |
| Libano           | 3   | 3 | 1 | 0 | 2 | 10 | 12 | -2  |
| Maldive          | 0   | 3 | 0 | 0 | 3 | 6  | 32 | -26 |

| Squadra 1    | Risultato   | Squadra 2    |
| 1ª giornata  | 1ª giornata | 1ª giornata  |
| ------------ | ----------- | ------------ |
| Iran         | 18 - 2      | Maldive      |
| Libano       | 4 - 5       | Kirghizistan |
| 2ª giornata  |             |              |
| Maldive      | 1 - 6       | Libano       |
| Kirghizistan | 2 - 10      | Iran         |
| 3ª giornata  |             |              |
| Iran         | 6 - 0       | Libano       |
| Kirghizistan | 8 - 3       | Maldive      |

### Gruppo D
| Squadra       | Pti | G | V | N | P | GF | GS | DR  |
| ------------- | --- | - | - | - | - | -- | -- | --- |
| Vietnam       | 9   | 3 | 3 | 0 | 0 | 16 | 3  | +13 |
| Corea del Sud | 6   | 3 | 2 | 0 | 1 | 13 | 7  | +6  |
| Nepal         | 1   | 3 | 0 | 1 | 2 | 2  | 11 | -9  |
| Mongolia (H)  | 1   | 3 | 0 | 1 | 2 | 3  | 13 | -10 |

| Squadra 1     | Risultato   | Squadra 2     |
| 1ª giornata   | 1ª giornata | 1ª giornata   |
| ------------- | ----------- | ------------- |
| Vietnam       | 6 - 1       | Mongolia      |
| Corea del Sud | 5 - 1       | Nepal         |
| 2ª giornata   |             |               |
| Mongolia      | 1 - 6       | Corea del Sud |
| Nepal         | 0 - 5       | Vietnam       |
| 3ª giornata   |             |               |
| Vietnam       | 5 - 2       | Corea del Sud |
| Nepal         | 1 - 1       | Mongolia      |

### Gruppo E
| Squadra        | Pti | G | V | N | P | GF | GS | DR  |
| -------------- | --- | - | - | - | - | -- | -- | --- |
| Tagikistan (H) | 9   | 3 | 3 | 0 | 0 | 15 | 4  | +11 |
| Birmania       | 6   | 3 | 2 | 0 | 1 | 7  | 6  | +1  |
| Palestina      | 3   | 3 | 1 | 0 | 2 | 8  | 13 | -5  |
| India          | 0   | 3 | 0 | 0 | 3 | 10 | 17 | -7  |

| Squadra 1   | Risultato   | Squadra 2   |
| 1ª giornata | 1ª giornata | 1ª giornata |
| ----------- | ----------- | ----------- |
| Tagikistan  | 6 - 3       | India       |
| Birmania    | 2 - 1       | Palestina   |
| 2ª giornata |             |             |
| India       | 2 - 5       | Birmania    |
| Palestina   | 1 - 6       | Tagikistan  |
| 3ª giornata |             |             |
| Tagikistan  | 3 - 0       | Birmania    |
| Palestina   | 6 - 5       | India       |

### Gruppo F
| Squadra     | Pti | G | V | N | P | GF | GS | DR  |
| ----------- | --- | - | - | - | - | -- | -- | --- |
| Kuwait      | 9   | 3 | 3 | 0 | 0 | 17 | 6  | +11 |
| Bahrein (H) | 6   | 3 | 2 | 0 | 1 | 10 | 6  | +4  |
| Timor Est   | 3   | 3 | 1 | 0 | 2 | 9  | 9  | 0   |
| Brunei      | 0   | 3 | 0 | 0 | 3 | 3  | 18 | -15 |

| Squadra 1   | Risultato   | Squadra 2   |
| 1ª giornata | 1ª giornata | 1ª giornata |
| ----------- | ----------- | ----------- |
| Kuwait      | 4 - 2       | Brunei      |
| Bahrein     | 1 - 0       | Timor Est   |
| 2ª giornata |             |             |
| Brunei      | 1 - 6       | Bahrein     |
| Timor Est   | 1 - 8       | Kuwait      |
| 3ª giornata |             |             |
| Kuwait      | 5 - 3       | Bahrein     |
| Timor Est   | 8 - 0       | Brunei      |

### Gruppo G
| Squadra        | Pti | G | V | N | P | GF | GS | DR  |
| -------------- | --- | - | - | - | - | -- | -- | --- |
| Uzbekistan (H) | 9   | 3 | 3 | 0 | 0 | 13 | 5  | +8  |
| Iraq           | 6   | 3 | 2 | 0 | 1 | 10 | 4  | +6  |
| Malaysia       | 3   | 3 | 1 | 0 | 2 | 9  | 8  | +1  |
| Cambogia       | 0   | 3 | 0 | 0 | 3 | 3  | 18 | -15 |

| Squadra 1   | Risultato   | Squadra 2   |
| 1ª giornata | 1ª giornata | 1ª giornata |
| ----------- | ----------- | ----------- |
| Uzbekistan  | 6 - 1       | Cambogia    |
| Iraq        | 2 - 1       | Malaysia    |
| 2ª giornata |             |             |
| Cambogia    | 0 - 7       | Iraq        |
| Malaysia    | 3 - 4       | Uzbekistan  |
| 3ª giornata |             |             |
| Uzbekistan  | 3 - 1       | Iraq        |
| Malaysia    | 5 - 2       | Cambogia    |

### Gruppo H
| Squadra           | Pti | G | V | N | P | GF | GS | DR |
| ----------------- | --- | - | - | - | - | -- | -- | -- |
| Giappone          | 6   | 2 | 2 | 0 | 0 | 7  | 0  | +7 |
| Australia         | 3   | 2 | 1 | 0 | 1 | 3  | 6  | -3 |
| Taipei cinese (H) | 0   | 2 | 0 | 0 | 2 | 2  | 6  | -4 |

| Squadra 1     | Risultato   | Squadra 2     |
| 1ª giornata   | 1ª giornata | 1ª giornata   |
| ------------- | ----------- | ------------- |
| Australia     | 0 - 4       | Giappone      |
| 2ª giornata   |             |               |
| Taipei cinese | 2 - 3       | Australia     |
| 3ª giornata   |             |               |
| Giappone      | 3 - 0       | Taipei cinese |

## Confronto tra le seconde classificate
Non vengono conteggiati i risultati conseguiti contro le quarte classificate.
| Girone   | Squadra | Pt | G | V | N | P | GF | GS | DR |
| -------- | ------- | -- | - | - | - | - | -- | -- | -- |
| Gruppo A |         | 0  | 0 | 0 | 0 | 0 | 0  | 0  | 0  |
| Gruppo B |         | 0  | 0 | 0 | 0 | 0 | 0  | 0  | 0  |
| Gruppo C |         | 0  | 0 | 0 | 0 | 0 | 0  | 0  | 0  |
| Gruppo D |         | 0  | 0 | 0 | 0 | 0 | 0  | 0  | 0  |
| Gruppo E |         | 0  | 0 | 0 | 0 | 0 | 0  | 0  | 0  |
| Gruppo F |         | 0  | 0 | 0 | 0 | 0 | 0  | 0  | 0  |
| Gruppo G |         | 0  | 0 | 0 | 0 | 0 | 0  | 0  | 0  |
| Gruppo H |         | 0  | 0 | 0 | 0 | 0 | 0  | 0  | 0  |

## Squadre qualificate
| Qualificate    | Così dalle qualificazioni |
| -------------- | ------------------------- |
| Cina           | Vincitore Gruppo A        |
| Afghanistan    | Vincitore Gruppo B        |
| Iran           | Vincitore Gruppo C        |
| Vietnam        | Vincitore Gruppo D        |
| Tagikistan     | Vincitore Gruppo E        |
| Kuwait         | Vincitore Gruppo F        |
| Uzbekistan     | Vincitore Gruppo G        |
| Giappone       | Vincitore Gruppo H        |
| Arabia Saudita | Seconda Gruppo B          |
| Kirghizistan   | Seconda Gruppo C          |
| Corea del Sud  | Seconda Gruppo D          |
| Birmania       | Seconda Gruppo E          |
| Bahrein        | Seconda Gruppo F          |
| Iraq           | Seconda Gruppo G          |
| Australia      | Seconda Gruppo H          |
| Thailandia     | Nazione ospitante         |